# Wimbledon 2023 (turniej legend mężczyzn)
Wimbledon 2023 – turniej legend mężczyzn – zawody deblowe legend mężczyzn, rozgrywane w ramach trzeciego w sezonie wielkoszlemowego turnieju tenisowego, Wimbledonu. Zmagania miały miejsce w dniach 11–16 lipca na trawiastych kortach All England Lawn Tennis and Croquet Club w London Borough of Merton – dzielnicy brytyjskiego Londynu.

## Drabinka

#### Klucz
- w/o – walkower
- k – krecz
- d – dyskwalifikacja
- Q – kwalifikant
- WC – dzika karta
- LL – szczęśliwy przegrany
- Alt – zawodnik zastępczy
- PR – ochrona rankingu
- SE – specjalna przepustka
- ITF – ranking ITF
- JE – ranking juniorski

### Faza finałowa
|  |       |                            |   |   |    |
|  | Finał |                            |   |   |    |
|  |       |                            |   |   |    |
|  |       |                            |   |   |    |
|  |       |                            |   |   |    |
|  | A1    | Bob Bryan Mike Bryan       | 6 | 3 | 10 |
|  | A1    | Bob Bryan Mike Bryan       | 6 | 3 | 10 |
|  | B2    | James Blake Lleyton Hewitt | 4 | 6 | 6  |
|  | B2    | James Blake Lleyton Hewitt | 4 | 6 | 6  |
|  |       |                            |   |   |    |

### Faza początkowa

#### Grupa A
|    |                                   | Bryan                      | Grosjean Štěpánek          | Haas Philippoussis               | Sá Black Soares                  | Mecze W–L | Sety W–L | Gemy W–L | Miejsce |
| A1 | Bob Bryan Mike Bryan              |                            | 7:5, 6:3 (11 lipca)        | 6:4, 6:2 (15 lipca)              | 6:2, 6:3 (12 lipca, Black)       | 3–0       | 6–0      | 37–19    | 1.      |
| A2 | Sébastien Grosjean Radek Štěpánek | 5:7, 3:6 (11 lipca)        |                            | 4:6, 3:6 (13 lipca)              | 6:4, 6:4 (15 lipca, Black)       | 1–2       | 2–4      | 27–33    | 3.      |
| A3 | Tommy Haas Mark Philippoussis     | 4:6, 2:6 (15 lipca)        | 6:4, 6:3 (13 lipca)        |                                  | 6:3, 6:7(3), 8–10 (11 lipca, Sá) | 1–2       | 3–4      | 30–30    | 2.      |
| A4 | André Sá Wayne Black Bruno Soares | 2:6, 3:6 (12 lipca, Black) | 4:6, 4:6 (15 lipca, Black) | 3:6, 7:6(3), 10–8 (11 lipca, Sá) |                                  | 1–2       | 2–5      | 24–36    | 4.      |

#### Grupa B
|    |                                               | Pagdatis Inglot Malisse              | Blake Hewitt                  | Delgado Marray                       | Melzer Müller                     | Mecze W–L | Sety W–L | Gemy W–L | Miejsce |
| B1 | Markos Pagdatis Dominic Inglot Xavier Malisse |                                      | 3:6, 4:6 (11 lipca, Pagdatis) | 3:6, 6:3, 10–12 (12 lipca, Pagdatis) | 7:5, 3:6, 8–10 (15 lipca, Inglot) | 0–3       | 2–6      | 26–34    | 4.      |
| B2 | James Blake Lleyton Hewitt                    | 6:3, 6:4 (11 lipca, Pagdatis)        |                               | 6:3, 6:4 (15 lipca)                  | 6:3, 4:6, 10–6 (13 lipca)         | 3–0       | 6–1      | 35–23    | 1.      |
| B3 | Jamie Delgado Jonathan Marray                 | 6:3, 3:6, 12–10 (12 lipca, Pagdatis) | 3:6, 4:6 (15 lipca)           |                                      | 4:6, 6:7(3) (11 lipca)            | 1–2       | 2–5      | 27–34    | 3.      |
| B4 | Jürgen Melzer Gilles Müller                   | 5:7, 6:3, 10–8 (15 lipca, Inglot)    | 3:6, 6:4, 6–10 (13 lipca)     | 6:4, 7:6(3) (11 lipca)               |                                   | 2–1       | 5–3      | 34–31    | 2.      |

## Pula nagród
| Runda                    | Pieniądze (£) |
| Zwycięzcy                | 32 000        |
| Finaliści                | 26 000        |
| Drugie miejsce w grupie  | 22 000        |
| Trzecie miejsce w grupie | 22 000        |
| Czwarte miejsce w grupie | 22 000        |